# Nur mit dir (Film)
Nur mit dir (Alternativtitel Zeit im Wind) ist ein US-amerikanisches Liebes-Drama aus dem Jahr 2002. Es basiert auf dem Roman Zeit im Wind (Originaltitel: A Walk to Remember) von Nicholas Sparks.

## Handlung
Der Film erzählt die Geschichte zweier Teenager aus North Carolina. Da ist zum einen Jamie, die bei ihrem Vater, einem Pfarrer, lebt und als stilles und spießiges Mauerblümchen bekannt ist. Zum anderen Landon, einer der hipsten Typen an der Highschool.
Coole Klamotten, neues Auto, alle Mädchen sind hinter ihm her, und was noch viel wichtiger ist: Bei der angesagtesten Clique gibt Landon lautstark den Ton an. Als er es mal wieder zu weit getrieben hat, wird er zur Strafe dazu verdonnert, beim uncoolsten Projekt an der Schule aktiv mitzumachen: der Theatergruppe. Dort begegnet er Jamie, die ihm auch noch bei seinen Vorbereitungen für das Theaterstück hilft. Dabei muss er ihr versprechen, dass er sich nicht in Jamie verliebt. Was Landon nicht erwartet, ist, dass ebendies passiert. Nach anfänglichen Schwierigkeiten gehen sie einige Male aus. Erst spät erfährt Landon, dass Jamie unheilbar an Leukämie erkrankt ist. Von Tag zu Tag wird Jamie schwächer. Sie schenkt Landon das Zitatenbuch (im Buch die Bibel) ihrer verstorbenen Mutter, aus dem beide gemeinsam lesen. Landon ist ganz für sie da und hilft ihr, ihre Lebensziele zu verwirklichen. Obwohl beide wissen, dass Jamie bald sterben wird, heiraten sie. Sie haben einen tollen Sommer zusammen, bis Jamie an ihrer Krankheit stirbt.
Vier Jahre später besucht Landon Jamies Vater in Beaufort. Inzwischen ist er zum Medizinstudium zugelassen. Er gibt Jamies Vater das Zitatenbuch von Jamies Mutter. Landon sagt, dass es ihm leid tue, dass Jamie ihr Wunder nicht erlebt habe. Der Vater aber sagt, dass Landon Jamies Wunder gewesen sei. Am Ende des Films spaziert Landon an einem See, wo er auch mit Jamie gewesen war, und denkt über seine Zeit mit Jamie nach („Jamie saved my life“).

## Soundtrack
| Nr. | Titel                            | Interpret                     |
| --- | -------------------------------- | ----------------------------- |
| 1.  | I Dare You To Move               | Switchfoot                    |
| 2.  | Cry                              | Mandy Moore                   |
| 3.  | Someday We’ll Know               | Mandy Moore, Jonathan Foreman |
| 4.  | Dancing in The Moonlight         | 2001 Remix Toploader          |
| 5.  | Learning To Breathe              | Switchfoot                    |
| 6.  | Only Hope                        | Mandy Moore                   |
| 7.  | It’s Gonna Be Love               | Mandy Moore                   |
| 8.  | You                              | Switchfoot                    |
| 9.  | If You Believe                   | Rachael Lampa                 |
| 10. | No One                           | Cold                          |
| 11. | So What Does It All Mean?        | West, Gould & Fitzgerald      |
| 12. | Mother, We Just Can’t Get Enough | New Radicals                  |
| 13. | Cannonball                       | The Breeders                  |
| 14. | Friday On My Mind                | Noogie                        |
| 15. | Empty Spaces                     | Fuel                          |
| 16. | Only Hope                        | Switchfoot                    |

## Auszeichnungen
Mandy Moore gewann im Jahr 2002 den MTV Movie Award als beste Newcomerin. Sie gewann 2002 für den Besten Durchbruch den Teen Choice Award und – gemeinsam mit Shane West für die Chemie im Film – einen weiteren Teen Choice Award; außerdem wurde sie für den Teen Choice Award als Beste Darstellerin in einem Filmdrama nominiert.

## Kritiken
- Roger Ebert schrieb in der Chicago Sun-Times, dass der Film „ein kleiner Schatz“ („a small treasure“) und eine „süße, ehrliche und positive“ („sweet, sincere and positive“) Liebesgeschichte sei.[3]
- moviemaster.de schreibt, es handle sich bei Nur mit dir um „100 Minuten verträumte Unterhaltung, vielleicht mit einem kleinen Tränchen im Auge – vor Trauer oder vor Rührung“[4]
- Weniger gerührt zeigte sich das Lexikon des internationalen Films: „Das vertraute Prinzip der romantischen Komödie wird durch den düsteren Anfang, dramatische Untertöne und den ungewöhnlichen Wandel des Helden aus den Angeln gehoben, letztlich erweist sich die Geschichte aber als nicht sonderlich tragfähig. Ein religiös angehauchtes Hollywood-Märchen voller Pathos und Rührseligkeit, das trotz ansprechender darstellerischer Leistungen kaum Glaubwürdigkeit für sich beanspruchen kann.“[5]

## Synchronisation
| Rolle             | Originalschauspieler | Deutsche Sprecher                |
| ----------------- | -------------------- | -------------------------------- |
| Landon Carter     | Shane West           | Dominik Auer                     |
| Jamie Sullivan    | Mandy Moore          | Maren Rainer                     |
| Reverend Sullivan | Peter Coyote         | Thomas Fritsch                   |
| Cynthia Carter    | Daryl Hannah         | Simone Brahmann                  |
| Dean              | Clayne Crawford      | Florian Bauer (Synchronsprecher) |

## DVD-Veröffentlichung
- Nur mit Dir. Kinowelt Home Entertainment 2003
- Nur mit Dir / Das Leuchten der Stille Double Up Collection (2 Discs). Studiocanal 2013